# Дроздецкий, Александр Николаевич
Александр Николаевич Дроздецкий (11 октября 1981, Москва, СССР) — российский хоккеист, нападающий.

## Биография
Сын хоккеиста Николая Дроздецкого. Воспитанник хоккейной школы петербургского СКА. Привлекался в национальную сборную России, на один из этапов Еврохоккейтура — Кубок Балтики, в 2003 году.
На Драфте НХЛ 2000 года был выбран в 3-м раунде, под общим 94-м номером клубом «Филадельфия Флайерз».
Выступал за клубы:
- СКА в сезонах 99/00, 00/01, 05/06, 06/07, 07/08;
- ЦСКА в сезонах 01/02, 02/03;
- «Ак Барс» в сезонах 03/04, 04/05;
- «Нефтехимик» в сезонах 04/05, 09/10, 10/11;
- «Авангард» в сезоне 05/06;
- московский «Спартак» в сезонах 07/08, 08/09;
- «Северсталь» в сезоне 09/10;
- «Автомобилист» в сезоне 11/12.